# Антипротон
Антипрото́н — античастица по отношению к протону. Имеет отрицательный электрический заряд и отрицательное барионное число, прочие свойства совпадают со свойствами протона. Впервые открыт в 1955 году на ускорителе протонов в Калифорнийском университете в Беркли. Результаты были опубликованы в журнале Phys. Rev., а сама работа принесла её авторам Нобелевскую премию по физике за 1959 год.
Антипротоны рождаются, с довольно высокой вероятностью, в высокоэнергетических столкновениях нуклонов (в настоящее время антипротоны получают в больших количествах и используют для протон-антипротонных коллайдеров). 
Также, антипротоны наблюдаются в приходящих на Землю космических лучах.
В ЦЕРНе есть эксперимент ASACUSA, название которого расшифровывается как Atomic Spectroscopy And Collisions Using Slow Antiprotons («Атомная спектроскопия и столкновения с использованием медленных антипротонов»).

## Взаимодействия протонов с антипротонами
Кулоновское притяжение между протонами и антипротонами позволяет им образовывать связанное состояние (экзотический атом — протоний), аналогичное позитронию.
Как любая другая античастица, антипротон может аннигилировать. Экспериментальные исследования показывают, что аннигиляция низкоэнергетических протонов и антипротонов идёт с образованием 4-5 пи-мезонов. При высоких энергиях вероятность аннигиляции протона и антипротона понижается, и сечение этого процесса приближается к сечению процесса столкновения протона с протоном, в согласии с теоремой Померанчука.
Антипротон аннигилирует также и с нейтронами, при этом образуются электрон и частицы нулевой массы.